# Gewone houtwormkever
De gewone houtwormkever (Anobium punctatum) is een kever uit de houtetende familie van de klopkevers (Anobiidae). Andere namen zijn doodskloppertje, kleine houtwormkever of meubelkever.

## Beschrijving
Het kevertje wordt slechts 3 tot 4 millimeter lang, maar is een van de beruchtste en schadelijkste soorten uit de familie klopkevers. De dekschilden zijn zeer fijn behaard, bruin van kleur en hebben vele rijen kleine putjes die op groeven lijken. Hieraan is de wetenschappelijke soortnaam te danken, want punctatum betekent 'puntjes'. Het halsschild is erg groot en beschermt de kop, die meer onder het halsschild is geplaatst dan voor het halsschild, bovenop is een punt-achtige knobbel aanwezig.

## Schade en ontwikkeling

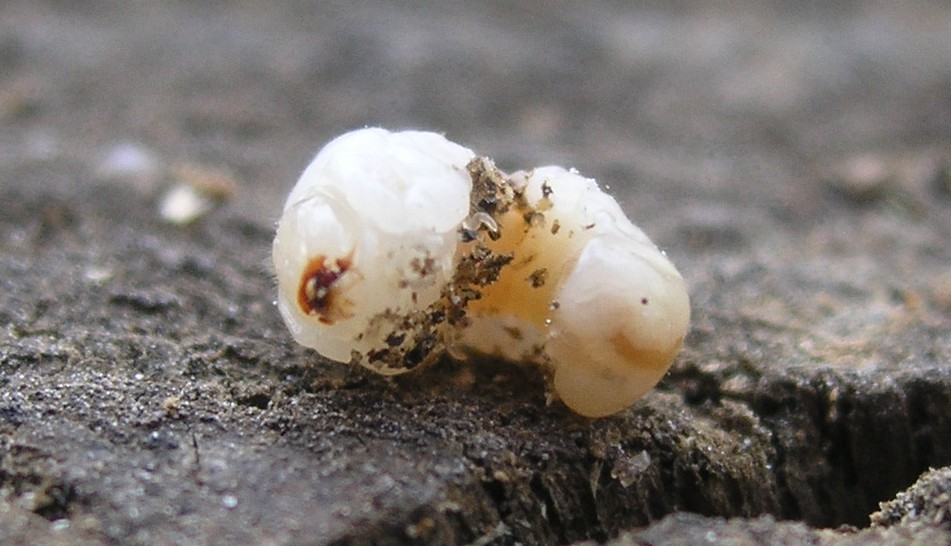
Larve

De schade die de gewone houtwormkever kan aanrichten is enorm, en hangt af van een aantal factoren. De kevers leven alleen in kurkdroog hout, en niet in hout van levende of dode bomen in de natuur, dat te vochtig is. De kever wordt hierom ook wel een drooghoutboorder genoemd, net als andere soorten insecten die in droog hout boren, ongeacht de verwantschap. Bewerkt hout is niet geschikt voor de larven, die daarom massaal afkomen op spanten en onbewerkte meubels en kunstvoorwerpen in huizen. Houten beeldsculpturen vallen nog weleens ten prooi.
Een andere factor is de voortplanting; de vrouwtjes leggen twintig tot veertig eitjes, de larven graven onregelmatige, lange gangen en hebben twee tot drie jaar nodig om zich te ontwikkelen. Ook is de kever niet kieskeurig, veel soorten boktorren eten als larve loof- óf naaldhout, de gewone houtwormkever lust het allebei. De larve is wit, heeft een C-vormig gekromd lichaam en wordt ongeveer 6 millimeter lang voor de verpopping plaatsvindt. Het zaagsel, dat boormeel wordt genoemd, is licht van kleur, korrelig van structuur en bevat sigaar-achtige deeltjes. Pas als de larven zijn ontwikkeld en verpopt in het hout komt de kever enige tijd later tevoorschijn door eerst het boorsel uit de gang te schuiven en vervolgens uit te vliegen. De uitvliegopening is 1 tot 2 millimeter, en is hieraan te herkennen, alle andere bekendere kevers hebben openingen van minstens 2 mm.

## Algemeen

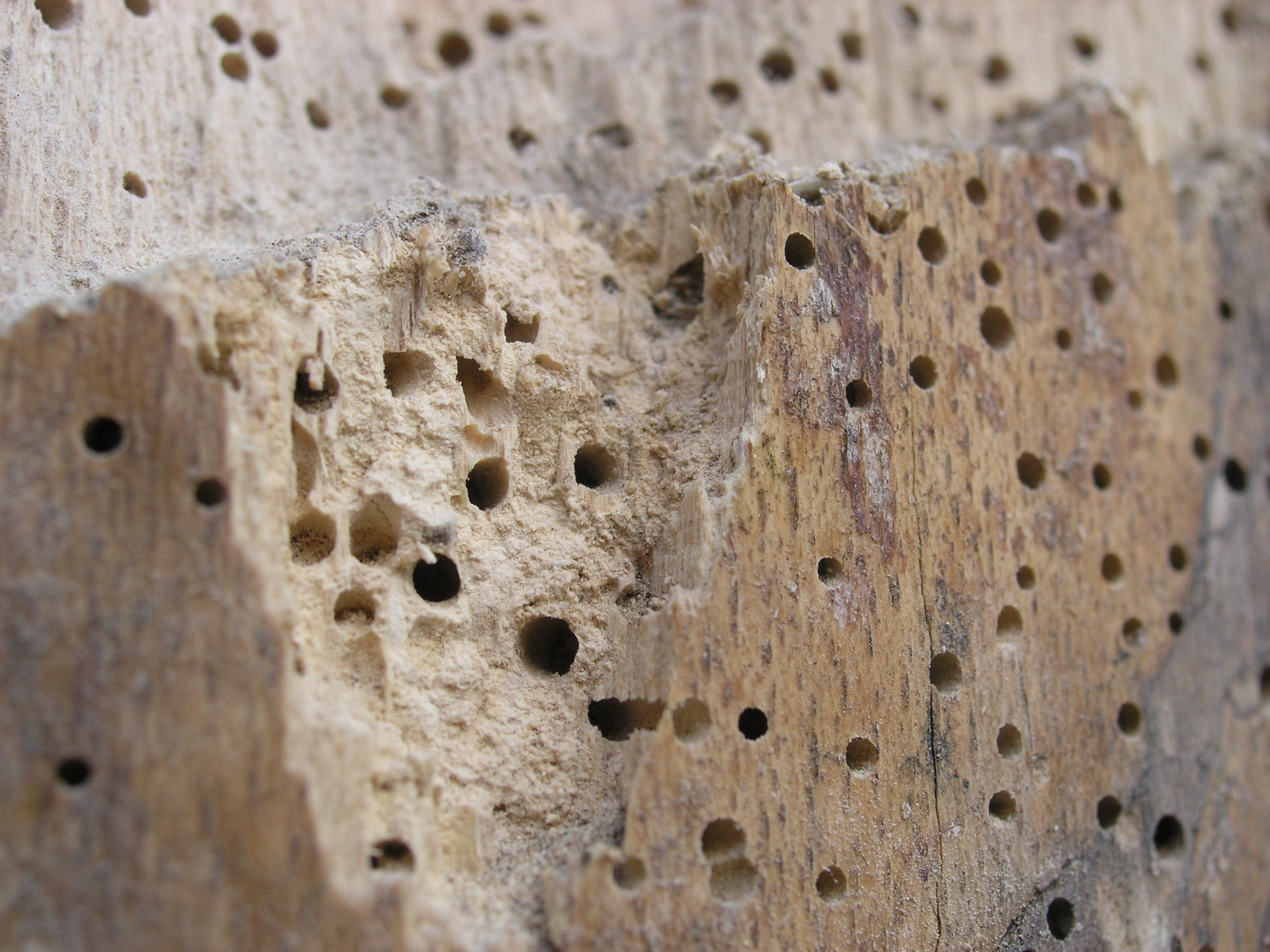
Schadebeeld

De gewone houtwormkever is een cultuurvolger die wereldwijd voorkomt; van Europa en Azië tot Noord-Amerika en Australië. De soort lijkt op de bonte klopkever (Xestobium rufovillosum, ook wel bonte knaagkever of grote houtwormkever), maar mist de vlekkerige patronen van de laatste soort die bijna twee keer zo lang wordt. Beide soorten behoren tot de klopkevers, een groep kevers waarvan de seksen elkaar lokken door met hun kop en halsschild tegen het hout te tikken, wat een voor mensen hoorbaar geklop tot gevolg heeft. Bijgeloof heeft ervoor gezorgd dat veel klopkevers 'doodskloppertje' worden genoemd,